# 6363 Doggett
6363 Doggett (1981 CB1) là một tiểu hành tinh vành đai chính được phát hiện ngày 6 tháng 2 năm 1981 bởi Bowell, E. ở Anderson Mesa.